# Psychomyia nipponica
Psychomyia nipponica är en nattsländeart som beskrevs av Tsuda 1942. Psychomyia nipponica ingår i släktet Psychomyia och familjen tunnelnattsländor. Inga underarter finns listade i Catalogue of Life.